# Saint-Simon (Aisne)
Saint-Simon is een gemeente in het Franse departement Aisne (regio Hauts-de-France) en telt 651 inwoners (1999). De plaats maakt deel uit van het arrondissement Saint-Quentin.

## Geografie
De oppervlakte van Saint-Simon bedraagt 6,4 km², de bevolkingsdichtheid is 101,7 inwoners per km². Saint-Simon is het beginpunt van het Sommekanaal.

## Demografie
Onderstaande figuur toont het verloop van het inwonertal (bron: INSEE-tellingen).

Vanwege een beveiligingsprobleem met de MediaWiki Graph-software is het momenteel niet mogelijk deze grafiek weer te geven. Zodra de software is bijgewerkt zal de grafiek vanzelf weer zichtbaar worden.